# Легион (2-й сезон)
Второй сезон телесериала «Легион» основан на персонаже Marvel Comics Дэвиде Хэллере / Легионе, мутанте, у которого в юности была диагностирована шизофрения и который узнаёт, что его болезнь может на самом деле быть сверхспособностью. Сезон связан с серией фильмов о Людях Икс и был выпущен FX Productions совместно с Marvel Television. Ноа Хоули является шоураннером телесериала.
Дэн Стивенс играет роль Хэллера; Рэйчел Келлер, Обри Плаза, Билл Ирвин, Джереми Харрис, Эмбер Мидфандер, и Джин Смарт вернулись к исполнению главных ролей. Основной актёрский состав был также пополнен Джемейном Клементом и Хэмишем Линклейтером, исполнившим гостевые роли в предыдущем сезоне, и Навидом Негабаном. Второй сезон «Легиона» был заказан в марте 2017 года, а производство переместилось из Ванкувера в Калифорнию, чтобы воспользоваться налоговыми привилегиями. Съёмки телесериала начались в сентябре 2017 года, а приоритетом съёмочной команды снова стали визуальные эффекты. Сезон сосредоточен на паразитическом злодее Амале Фаруке / Короле Теней в исполнении Негабана, который ищёт своё тело после того, как был вынужден покинуть разум Хэллера в конце первого сезона.
Премьера сезона состоялась 2 апреля 2018 года в Лос-Анджелесе, до дебюта на FX 3 апреля того же года.

## Эпизоды
| № общий | № в сезоне | Название     | Режиссёр         | Автор сценария                | Дата премьеры  | Произв. код | Зрители в США (млн) |
| --- | ---------- | ------------ | ---------------- | ----------------------------- | -------------- | ----------- | ------------------- |
| 9 | 1          | «Chapter 9»  | Тим Милантс      | Ноа Хоули и Натаниэль Халперн | 3 апреля 2018  | XLN02001    | 0,669               |
| Через год после того, как Амал Фарук сбежал в теле Оливера Бёрда, а Дэвид Хэллер был похищен странным шаром, мутанты Саммерленда и третий дивизион искали оригинальное тело Фарука. Монах заражает людей ментальным «вирусом» — катализатором — который замораживает их тело, но заставляет их зубы непрерывно стучать, и ищет своё тело. Это защита монаха, так как только они знали место захоронения тела Фаруха, пустыня — Ле де Соле. Дэвид появляется в ночном клубе, утверждая, что с момента его похищения прошло всего несколько часов. Он пытается телепатически найти Фарука, используя устройство, созданное Кэри Лаудермилком, чтобы увеличить диапазон его способностей, но вместо этого вспоминает ночной клуб странного монаха и танцевальную битву с Оливером Бёрдом и Ленни. Дэвид даёт своей девушке Сиду компас, который всегда будет вести её к нему и обещает ничего не скрывать от неё. Но он умалчивает о её будущей версии, которая отправила шар, и сказала ему помочь Фаруку найти его тело. Ночью сознание Дэвида встречается с Бёрдом и Ленни в «ночном клубе». Рассказчик объясняет, как идеи приводят к безумию и заблуждениям. Он рассказывает историю Чжуан-цзы и сравнивает идеи с яйцами: рациональная идея — здоровый цыплёнок, который питается тёмным существом, заблуждением. Рассказчик приводит пример Альберта А., человека, который не смог игнорировать идею о том, что его собственная нога не принадлежит ему, до такой степени, что он отрезает её.     |            |              |                  |                               |                |             |                     |
| 10 | 2          | «Chapter 10» | Ана Лили Амирпор | Ноа Хоули и Натаниэль Халперн | 10 апреля 2018 | XLN02002    | 0,439               |
| Дэвид соглашается работать с Фаруком и устраивает диверсию, заставляя многих сотрудников отправиться в пустыню, в то время как Фарук в теле Бёрда проникает в третий дивизион, где, по его мнению, может скрываться последний выживший монах Ордена Миго; монахи Миго сыграли важную роль в сокрытии тела Фарука. Фарук не находит монаха, но убивает нескольких солдат и делает так, что Кэри Лаудермилк оказывается в ловушке в теле Кэрри. Члены третьего дивизиона начинают подозревать, что Дэвид работает против них. Он сожалеет, что помогает Фаруку и что он повлёк за собой гибель людей, и убеждает Лаудермилков ещё больше усилить его способности, чтобы попытаться связаться с Сид из будущего. Она объясняет, что Дэвид убьёт Фарука в течение недели, но тогда чума убьёт всех людей на планете, и Фарук мог помочь им остановить её. Вернувшись в настоящее, Дэвид сталкивается с Фаруком, который соглашается больше не убивать людей в обмен на продолжение сотрудничества с Дэвидом. Дэвид рассказывает Сид, что он делает, и она соглашается, что они должны поступать так, как говорит будущая она. Рассказчик обсуждает умвельт, восприятие мира биологическим видом. Он объясняет, что люди — это единственные существа, которые придают миру значение, и поэтому единственные существа, которые сходят с ума. Например, мальчик учил, что красный цвет называется «зелёным», и что «зелёный» означает «иди» может попытаться перейти дорогу, когда будет гореть красный свет. |            |              |                  |                               |                |             |                     |
| 11 | 3          | «Chapter 11» | Сара Адина Смит  | Ноа Хоули и Натаниэль Халперн | 17 апреля 2018 | XLN02003    | 0,380               |
| Дэвид и те, кто находится в третьем дивизионе, понимают, что монах всё это время был в комнате с жертвами катализатора и теперь сбежал. Дэвид связывается с Фаруком, который объясняет, что монах является источником катализатора и является бессимптомным носителем. Тем временем, монах заражает всех остальных, кроме Кэри. Дэвид и Кэри входят в разумы Птономи Уоллэйса и Мелани Бёрд и обнаруживают их в ловушке лабиринтов, которые основаны на их самых потаённых желаниях; Давиду удаётся их освободить. Его захватывает монах, который делится воспоминаниями о том, что тело Фарука было похоронено под монастырём Миго и медленно сводило других монахов с ума, пока они не покончили жизнь самоубийством или не были заражены катализатором. Монах выводит из строя адмирала Фукьяму, лидера третьего дивизиона, и показывает, что он ищет оружие для победы над Фаруком. Мелани считает, что это Дэвид, которого монах почти выдаёт как сообщника Фарука. Дэвид телепортирует монаха на крышу здания и пытается объясниться, но монах бросается вниз, предпочитая самоубийство помощи Фаруку. Рассказчик обсуждает эффект ноцебо, называя это конверсионным расстройством, когда организм реагирует на идею болезни как на реальную болезнь. Далее он описывает, как этот эффект может быть заразным, связывая его с массовой истерией и ссылаясь на танцевальную чуму 1518 года, эпидемию смеха в Танганьике и индийское чудо с молоком в качестве примеров.                           |            |              |                  |                               |                |             |                     |
| 12 | 4          | «Chapter 12» | Эллен Курас      | Ноа Хоули и Натаниэль Халперн | 24 апреля 2018 | XLN02004    | 0,434               |
| Дэвид входит в сознание Сид, после того, как катализатор исчезает со смертью монаха. Полагая, что он находится в очередном лабиринте, Дэвид исследует разум Сид, прослеживая её историю от рождения до подросткового возраста: даже в детстве Сид не любила, когда до неё дотрагивались, и из-за этого над ней издевались в школе, что заставляло причинять себе вред. Она впервые открыла в себе способности в подростковом возрасте, когда мальчик заставил её поцеловать себя, и использовала этот первый опыт обмены телами, чтобы напасть на смеявшихся над ней одноклассниц. В конце концов Сид переместилась в тело матери и занялась сексом с её парнем, однако до того, как они закончили, она случайно вернулась в своё тело подростка, из-за чего его арестовали. Просмотрев всю жизнь Сид, Дэвид говорит ей то, что считает её единственным истинным желанием, однако каждый раз она говорит, что он не прав, и заставляет его смотреть заново. В конце концов он понимает, что это не лабиринт, вызываемый катализатором, и что Сид сама его испытывает. Дэвид не может понять, что имеет в виду Сид, и она объясняет ему, что любовь не спасёт их, но боль может дать им силы бороться за любовь. После она позволяет им проснуться. |            |              |                  |                               |                |             |                     |
| 13 | 5          | «Chapter 13» | Тим Милантс      | Ноа Хоули и Натаниэль Халперн | 1 мая 2018     | XLN02005    | 0,456               |
| Ленни, уговорив Фарука освободить её, появляется в третьем дивизионе в физическом теле. Она сдаётся и её допрашивают, чтобы понять, находится ли она под контролем Фарука (она это отрицает) и как она снова получила тело после своей смерти (она отказывается объяснять это). Птономи пытается просмотреть её воспоминания, но обнаруживает, что они повреждены, и вынужден столкнуться с собственным странным заблуждением с участием адмирала Фукьямы. Когда Дэвид читает разум Ленни, то понимает, что её прислал Фарук, но ему удаётся заблокировать этот контроль, чтобы они могли говорить открыто. Ленни заявляет, что она не уверена в том, каким образом снова обрела тело, но вместе им удаётся собрать обрывки воспоминаний в её головы в цельную картину: Фарук отправил Оливера выкопать из могилы тело Ленни и взять образец ДНК, затем они нашли сестру Дэвида Эми там, где её прятал третий дивизион. Оливер использовал устройство, которое украл из третьего дивизиона, чтобы преобразовать тело Эми в тело Ленни с помощью ДНК. Затем Фарук поместил в это тело сознание Ленни. Рассказчик обсуждает примеры феномена парейдолия и акцентирует внимание на силе человеческого восприятия и распознавании образов — на примере он сравнивает реакцию оптимиста и пессимиста на ситуацию. Он утверждает, что именно это заставляет людей ассоциировать совпадение с заговором. |            |              |                  |                               |                |             |                     |
| 14 | 6          | «Chapter 14» | Джон Кэмерон     | Ноа Хоули                     | 8 мая 2018     | XLN02007    | 0,353               |
| Разум Дэвида исследует его альтернативные варианты жизни, к которым привели другие его решения. В одной жизни он бездомный и на него нападает группа мужчин. Это пробуждает способности Дэвида, и на него начинает охотиться третий дивизион; Кэрри убивает его. В другой жизни Дэвид принимает лекарства для подавления своих способностей, живёт с Эми и во всём её слушается, пока видение Дьявола с жёлтыми глазами и стычка с полицейскими не приводят к его гибели. Ещё одна жизнь показывает, как Дэвид работает на бизнес леди, пока он не использует способность читать мысли, чтобы получить её расположение. Эта версия остаётся под контролем Фарука и, в конечном итоге, становится самым богатым человеком в мире, и теперь его бывшая начальница работает уже на него. Другая версия наркомана-Дэвида обсуждает теорию мультивселенной; Эми заботится о пожилом Дэвиде; счастливый Дэвид женат, имеет детей и живёт обычной жизнью в пригороде. Вспоминая, как Эми отвезла его в психиатрическую больницу Клокворкс и смирившись с тем, что им нужно жить этой жизнью, Дэвид возвращается к своей жизни и принимает ту версию событий, которая привела к её смерти. |            |              |                  |                               |                |             |                     |
| 15 | 7          | «Chapter 15» | Чарли Макдауэлл  | Ноа Хоули и Натаниэль Халперн | 15 мая 2018    | XLN02006    | 0,451               |
| Дэвид клянётся отомстить Фаруку за смерть Эми. Пытаясь понять, почему Дэвид изначально ему помогал, Фарук отправляет свой разум в будущее, чтобы встретиться с Сид из будущего и спросить её, почему она попросила Дэвида помогать ему. Она объясняет, что из-за Дэвида наступит её апокалиптическое будущее, и она надеется, что Фарук может помочь его предотвратить. Дэвид также посещает Сид из будущего, и говорит ей, что больше не будет помогать Фаруку из-за смерти Эми, несмотря на то, что говорит Сид из будущего. Разум Птономи по-прежнему отравлен заблуждением, по всей видимости подсаженным Фаруком ради отвлечения, что адмирал Фукьяма тайно работает против них. Птономи заражает этим страхом разумы Сид, Лаудермилков и агента третьего дивизиона Кларка Дебюсси; они нападают на андроидов, которые служат Фукьяме. Кларк почти убивает адмирала, прежде чем Дэвид останавливает их и вынимает заблуждение из их разумов. Этот процесс оказывается фатальным для Птономи, но андроидам удаётся спасти его разум, присоединив его к «мейнфрейму», который составляет ум Фукьямы. Рассказчик обсуждает моральную панику, что связано с событиями эпизода, и перечисляет все свои предыдущие уроки, отмечая, как его дискуссии о заблуждениях и массовой истерии разворачиваются на экране. Заблуждения, которые захватывают умы персонажей в эпизоде, изображаются как тёмное существо, которое рассказчик представил в первом эпизоде сезона.                                   |            |              |                  |                               |                |             |                     |
| 16 | 8          | «Chapter 16» | Джереми Уэбб     | Ноа Хоули и Джордан Крэр      | 22 мая 2018    | XLN02008    | 0,409               |
| Сид из будущего рассказала Фаруку, как ему найти водителя, который доставил его тело к монахам Миго. Пожилой водитель сообщает Фаруку местонахождение тела в обмен на то, чтобы он погрузил его ум в бесконечный сон. В мейнфрейме Птономи видит, как Фукьяма в подростковом возрасте был завербован третьим дивизионом стать машиной для сокрытия секретов от мутантов телепатов - разумом, который невозможно прочесть. Он также обнаружил воспоминания монаха о местонахождении тела Фарука - оно находится в постоянно меняющейся пустыне Ле де Соле. Птономи передает эту информацию Дэвиду через андроида. Дэвид отправляется в пустыню и начинает поиски, отставая от Фарука на один день. Сидни следует за Дэвидом и они оказываются в ловушке шторма в палатке со своими же будущими останками. Как часть своего плана, Дэвид удаленно выпускает Ленни из ее камеры и телепатически приказывает Кларку принести «часы вечности» в пустыню. Тем не менее, Мелани под влиянием Фарука оглушает Кларка. Рассказчик обсуждает нарциссизм и «самое опасное заблуждение из всех»: другие люди не важны. Он утверждает, что заблуждение происходит от того, что люди, взаимодействуя друг с другом с помощью технологий, видят «тень» собеседника, а не реального человека, а у тени не могут быть реальные чувства и желания, поэтому они не важны. |            |              |                  |                               |                |             |                     |
| 17 | 9          | «Chapter 17» | Ноа Хоули        | Ноа Хоули и Натаниэль Халперн | 29 мая 2018    | XLN02011    | 0,362               |
| Две недели назад, когда Дэвид впервые вернулся в третий дивизион, Мелани впала в отчаяние из-за потери Оливера, после того, как он находился в ловушке в астральном плане в течение 21-го года, а теперь пропал снова. Она пристрастилась к наркотикам, галлюцинировала минотавра. Оливер начал навещать Мелани, напоминая ей о том, как они проводили время вместе, и побуждая ее забыть о враждебности, которую она испытывает к нему, потому что он всегда уходит. Она начинает помогать Оливеру, отчаянно пытаясь быть с ним снова вместе, сначала предупреждая его о плане Дэвида, а затем нападая на Кларка, чтобы попытаться остановить его. Лаудермилки получают сообщение от Дэвида: украсть оружие из третьего дивизиона и доставить его на стоянку у Синего Осьминога. Тем временем Ленни хочет вернуться к своей прежней жизни после нескольких лет проведённых в психиатрической больнице и в рабстве Фарука. Она возвращается к наркотикам и вечеринкам, но её преследует Эми, которая убеждает помочь Дэвиду, следуя его плану. Ленни забирает оружие у Синего Осьминога и телепортируется в пустыню. За устройством слежения на оружии следуют Лаудермилки. |            |              |                  |                               |                |             |                     |
| 18 | 10         | «Chapter 18» | Дана Гонсалес    | Ноа Хоули и Натаниэль Халперн | 5 июня 2018    | XLN02009    | 0,467               |
| 19 | 11         | «Chapter 19» | Кит Гордон       | Ноа Хоули                     | 12 июня 2018   | XLN02010    | 0,315               |

## В ролях
| - Дэн Стивенс — Дэвид Хэллер - Рэйчел Келлер — Сидни (Сид) Барретт - Обри Плаза — Ленни Баскер - Билл Ирвин — Кэри Лаудермилк - Навид Негабан — Амал Фарук / Король Теней - Джемейн Клемент — Оливер Бёрд - Джереми Харрис — Птономи Уоллэйс - Эмбер Мидфандер — Кэрри Лаудермилк - Хэмиш Линклейтер — Кларк Дебюсси - Джин Смарт — Мелани Бёрд | - Джон Хэмм — рассказчик - Кэти Аселтон — Эми Хэллер - Куинтон Боисклер — Дьявол с жёлтыми глазами |

## Производство

### Разработка
В июне 2016 года президент FX Джон Лэндграф сообщил, что в случае успеха «Легион» может продолжаться столько сезонов, сколько Хоули посчитает нужным, чтобы рассказать свою историю. В январе 2017 года Хоули сказал, что хотел бы продолжить историю после завершения первого сезона, однако он не хочет, чтобы зрители сразу добрались до финала и «сразу увидели какую бы то ни было развязку». Ведущий актёр Дэн Стивенс отметил, что «я знаю, что у Дэвида больше проблем, чем та, на который мы сосредоточены в первом сезоне». 15 марта 2017 года FX продлил «Легиона» на второй сезон. В конце марта Хоули сообщил, что планирует десять эпизодов в новом сезоне, который кроме Дэвида Хэллера будет больше сосредоточен и на других персонажах. Он добавил, что «я склонен думать что это важно, и что несмотря на то, что шоу не является антологией как «Фарго», каждый сезон самодостаточен и имеет индивидуальность. Но я также думаю, что ещё слишком рано говорить о том, что такое индивидуальность». В мае 2018 года количество эпизодов в сезоне было увеличено до одиннадцати.

### Сценарий
Хоули отметил, что первый сезон был сосредоточен на внутренней борьбе Хэллера с Королём Теней, и что переход последнего к персонажу Оливера Бёрда в конце сезона означал изменение борьбы на внешнюю, на что и был сделан акцент во втором сезоне. Хоули хотел избежать структуры, предполагающей наличие злодея и введение нового антагониста во втором сезоне; вместо этого он решил продолжить рассказ, связанный с Королём Теней, представленным в первом сезоне, что «делает возможным потенциальную финальную битву, в которую мы действительно вложились как аудитория». Хоули добавил, что с раскрытием Короля Теней в конце первого сезона, Хэллер теперь может оправдать «каждый плохой поступок, который он когда-либо совершал, сущностью, которая сейчас ушла, и в том, что стал думать: «Теперь я абсолютно хороший человек»... есть что-то высокомерное». Стивенс сказал, что «мы даже не поскребли по поверхности личностей или сущностей, которые живут в Хэллере. Король Теней, очевидно, был одним из них — большой частью — но впереди ещё много всего». У Хоули не было плана на второй сезон, когда он закончил первый на клиффхэнгере, и ему пришлось развивать историю с этого момента, отметив, что это был первым созданным им «настоящим» вторым сезоном. Хоули не пришлось снова делать это в конце второго сезона, поскольку к этому моменту он уже планировал будущие сезоны.
Второй сезон начинается через год после окончания первого; Хоули решил, что прыжок времени позволил им «замутить воду», и не быть «все это время ясными и понятными», поскольку в этом и состоит «забава шоу — тайна, в которой нужно попытаться разобраться». Стивенс добавил, что «все должны будут навёрстывать упущенное», включая аудиторию и самого Хэллера. Хоули также сказал, что в этом сезоне будет исследоваться мир героев и злодеев, и что ещё не определено, какой выбор сделает Хэллер. Во втором сезоне, в отличие от первого, больше времени проводится в разумах персонажей и астральном плане, а также исследуется «более специфические жанры и моменты повествования», чтобы они были более амбициозными, чем в первом сезоне, и не повторяли то, что уже было сделано раньше; Хоули хотел «использовать жанр для разгадки характеров персонажей... для изучения персонажей и историй, что вы не могли бы сделать в обычной драме». Основная история сезона фокусируется на Фаруке, который ищет своё оригинальное тело, поскольку способности мутанта являются генетическими и при воссоединении с телом сделают его ещё более могущественным. Сезон включает в себя некоторые эпизоды, которые Хоули посчитал «более самостоятельными», которые по-прежнему актуальны для сюжета сезона, однако менее сконцентрированы на нём и более ориентированы на раскрытие личности персонажей. Это то, что Хоули предпочёл не делать в первом сезоне из-за того, что тогда он представлял аудитории «отличающийся от всех прочих» телесериал.
Чтобы избежать того превращение сезона в борьбу «добра со зла или белой шляпы против чёрной шляпой», Хоули хотел сосредоточиться на тематических идеях, таких как «наша общая реальность — это выбор, который мы делаем. Иногда общества немного сходят с ума. Почему это случается?» Для исследования этих идей Хоули ввёл «образовательный сегмент», который вскоре решил добавить к почти каждому эпизоду сезона. Сегменты сопровождаются комментариями рассказчика и предназначены для «принятия концепций психического заболевания и их визуализации таким образом, чтобы вы могли рассказать историю».

### Кастинг
Главные роли из первого сезона повторили Стивенс (Дэвид Хэллер), Рэйчел Келлер (Сидни «Сид» Барретт), Обри Плаза (Ленни Баскер), Билл Ирвин (Кэри Лаудермилк), Джереми Харрис (Птономи Уоллэйс), Эмбер Мидфандер (Кэрри Лаудермилк) и Джин Смарт, как (Мелани Бёрд). Хоули назвал Барретт одним из главных героев сезона вместе с Хэллером, описав сезон как «пьесу для двух актёров», в котором сохранился акцент на их отношениях, которые сравниваются с отношениями Мелани Бёрд с её мужем Оливером. Хэмиш Линклейтер присоединился к основному актёрскому составу, исполнив гостевую роль Кларка Дебюсси в первом сезоне.
С окончанием первого сезона, показывающего важность персонажа Джемейна Клемента Оливера Бёрда, который стал носителем злодея-паразита Короля Теней, Хоули сказал, что он говорил с актёром о следующем сезоне и что он был «взволнован свои возвращением». Возвращение Клемента было подтверждено в июле 2017 года, с повышением до регулярной роли, вместе с объявлением о том, что Саид Тагмауи был выбран на роль истинной личины Короля Тьмы / Амала Фарука. В ноябре во время производства в сезоне Тагмауи объявил, что больше не участвует в телесериале, и FX подтвердил, что «было принято решение провести рекаст на роль Фарука». В январе 2018 года стало известно, что Навид Негабан взял на себя эту роль. Хоули объяснил, что Тагмауи вписался в роль не «лучшим образом», что привело к рекасту. Негабан также присоединяется к основному составу.
Джон Хэмм является закадровым рассказчиком образовательных сегментов в течение всего сезона. Хоули не хотел, чтобы эти рассказы были «подпорчены» собственной точкой зрения одного из персонажей телесериала, и хотел, чтобы актёр мог придать «чувство идентичности и чувство контроля, [как будто] само шоу имеет точку зрения и ведёт к чему-то». Он хотел, чтобы голос рассказчика напоминал Алека Болдуина из фильма «Семейка Тененбаум», и подумал о Хэмм, так как после работы над фильмом Pale Blue Dot считал, что у него «отличный голос». Хэмм согласился взять на себя эту роль, и Хоули подумал, что он придал сегментом «такой характер», сравнив окончательный вариант исполнения с Родом Серлингом. Хоули добавил, что был «вполне уверен», что в телесериале будет звучать только голос актёра, а сам он не появляться на экране.
В июле 2017 года было подтверждено, что Куинтон Боисклер вернётся в роли Дьявола с жёлтыми глазами. Кэти Аселтон, исполнившая регулярную роль сестры Дэвида Эми в первом сезоне, вернулась в качестве гостя, прежде чем её тело было трансформировано с помощью ДНК Баскер, позволяя этому персонажу вернуться к жизни.

### Дизайн
В сезоне волосы Хэллера становятся больше похожи на образ из комиксов; Стивенс сказал, что «от этого становится ещё более жутко». Чтобы создать звук стука зубов для людей, страдающих от вируса под названием катализатор, Хоули позволил руководителю звукового отдела Нику Форшагеру поэкспериментировать с разными эффектами. Просто запись стука зубов актёров на съёмках «не производила такого кусающего звука, который был нам нужен», поэтому они экспериментировали с альтернативными звуками, такими как стух лошадиных копыт. В конечном итоге они обнаружили, что любой звук, напоминающий стук зубов, ощущается как поддельный, поэтому они пытались по-разному записывать стук зубов сотрудников звукового отдела. Окончательная версия, используемая в телесериале, была записана с помощью конденсаторного микрофона Neumann, с последующей цифровой обработкой, чтобы придать ему эффект «жуткого многоуровневого звука».
Художник-постановщик Майкл Уайли работал над тем, чтобы поддержать ощущение нахождения «все времени» во втором сезоне, вдохновляясь стилями и архитектурой разных десятилетий, чтобы не создать впечатление, что действие телесериала происходит в определённое время или место. Поскольку большая часть сезона проходит в штаб-квартире третьего дивизиона, Уайли хотел провести чёткую грань между декорациями к Саммерленду в первом сезоне, изменив повторяющийся мотив: круги использовались во всех декорациях первого сезона, а шестиугольники в течение всего второго сезона. Он решил, что это добавило декорациям некоторую «привычность» и «упростило дизайн, и мы знаем, что всякий раз, когда вы видите шестиугольник, вы без всяких объяснений понимаете, что находитесь в третьем дивизионе». Чтобы придать правительственному объекту «невыносимую стерильность», Уайли надеялась добавить к декорациям глубину с помощью сделанных на заказ обоев и замысловатому дизайну пола, которые не давали помещению ассоциироваться с персонажами.
Андроиды, которыми управляет лидер третьего дивизиона адмирала Фукьяма, имеют женскую внешность и усы. Было несколько вариантов их внешности в разработке, и Хоули хотел, чтобы их внешность основывалась на Деннисе Франце. Первоначальные декорации, в которых были представлены адмирал и андроиды, были похожи на увеличенную версию плетёной корзины, которую носит на голове Фукьяма. Столовая третьего дивизиона основана на идее Хоули о «каруселе из суши», но с едой в лодках, плавающих в воде; окончательный дизайн Уайли был назван «итальянской версией водного парка 1970-х годов». Вода для лодок циркулировала по всей съёмочной площадке, вызывая проблемы для съёмочной группы, которой приходилось маневрировать между конструкциями с водой. «Логово» Кэри Лаудермилка было построено в стиле «традиционной лаборатории супергероев, которая включает в себя «камеру усиления способностей», которая является отсылкой к Церебро, которая появляется в комиксах и фильмах. Он основан на камере сенсорной депривации, а не на каких-либо машинах из комиксов, чтобы избежать простое копирование того, что было раньше.

### Съёмки
Хоули решил переместить съёмки шоу из Ванкувера в Калифорнию, чтобы лучше вписать их в его загруженный график. Это стало возможным, когда Калифорнийская кинокомиссия предоставила телесериалу налоговые льготы более чем на 11 миллионов долларов в рамках инициативы Program 2.0. Хоули назвал это изменение места «другим способом, с помощью которого мы помогли шоу не окунуться в своего рода рутину одноплановых локаций и избежать такого знакомого ощущения, что всё одно и что длится одна и та же неделя». Он добавил, что «я собираюсь попытаться взглянуть на южную Калифорнию не так, как раньше, чтобы попытаться найти способ рассказать историю, местом действия которой является и город, и деревня и астральный план, и продолжать смотреть как ни на что другое». Съёмки начались 28 сентября 2017 года. Открывающая сцена сезона была снята на залитом солнцем заднем дворе дома на Голливудских холмах, что чётко показывает отличие от мест съёмок первого сезона.
Как и в первом сезоне, Хоули стремился подчеркнуть практические эффекты при создании визуальных эффектов сезона. Например, карточки с титрами были сделаны не с помощью цифровых технологий, а нарисованы и сняты на камеру. Хоули также хотел исследовать альтернативные представления об обычных элементах супергеройских телесериалов, например, изображая битву героя со злодеем как танцевальную. Он сказал, что «борьба — очень чёрно-белая двумерная вещь. Мы сражаемся, и я пытаюсь победить тебя, и ты пытаешься победить меня. Но что, если сцена... частично является позёрством, частично — танцем, и частично — сражением, потому что «я ненавижу то, что мне приходится с тобой сотрудничать» и тому подобное. Вы не можете выразить это в обычной сцене битве, но в танцевальной битве — можете». Негабан присоединился к телесериалу во время производства восьмого эпизода после рекастинга Короля Теней, и ему пришлось переснять все сцены из первых семи эпизодов, в которых присутствовал его персонаж. Съёмки сезона проходили в пустыне.

### Музыка
В апреле 2017 года композитор Джефф Руссо сообщил, что начнёт работать над музыкой к сезону в июне, сразу по окончании работы над третьим сезоном «Фарго».

### Связь со вселенной «Людей Икс»
Для второго сезона Хоули хотел продолжить исследовать связи между телесериалом и расширенной вселенной Людей Икс, уделяя особенное внимание параллельным элементам во всей вселенной, таким как «нейтральный подход к морали и как персонажи могут пересечь эту черту, как, например Магнито». Хоули считал это уникальной чертой этой вселенной — это «не чёрно-белая вселенная, как в других франшизах комиксов, и поэтому я действительно хотел поиграть с этим». В сезоне также есть упоминания отца Хэллера, Чарльза Ксавье, хотя Хоули не подтвердил появление одного из актёров фильмов про Людей Икс (Патрик Стюарт или Джеймс Макэвой), так как решил, что включать в телесериал нечто непосредственно из фильмов «слишком быстро» и это «на каком-то уровне жульничество»; он решил сначала рассказать свою собственную отдельную историю. В сезоне упоминается инопланетная раса Ши’ар, опережая первое появление в фильме 2019 года «Люди Икс: Тёмный Феникс».

## Релиз

### Трансляция
Второй сезон «Легиона» стартовал 3 апреля 2018 года на телеканале FX и завершился 12 июня, одиннадцать эпизодов спустя. В марте 2018 года Хоули сообщил, что ожидал премьеру сезона раньше, в феврале 2018 года.

### Маркетинг
Кадры из второго сезона были представлены на панели FX на конвенте Ассоциация телевизионных критиков в январе 2018 года; там же было объявлено об утверждении Негабана на роль Фарука. Хоули и несколько актёров посетили панель FX. В начале марта был выпущен трейлер к сезон у, и многие комментаторы отметили, что примечательные аспекты первого сезона будут сохранены и во втором — ненадёжный рассказчик, «потрясающие» визуальные эффекты и сильный актёрский состав, включая Стивенса, Плазу и Клемента. Также были отмечены танцы, показанные в трейлере, и первые кадры Негабана.
Художественная видеоинсталляция, созданная студией Марко Брамбиллы, была открыта для посещения в Goya Studios в Лос-Анджелесе с 30 марта по 1 апреля 2018 года. Она состояла из комнаты, в которой могли быть закрыты одновременно несколько человек; после этого начинал показываться «движущийся калейдоскоп изображений из телесериала», который отображался на экранах по всей комнате и на расположенные выше зеркала, вследствие чего достигался эффект «полного погружения в триповый и очень легионский стиль». Изображения сопровождались музыкой и включали элементы второго сезона. Посетители выставки могли также получить свою фотографию среди зеркал, которые напоминают стиль постеров, выпущенных в к сезону. Премьера сезона на «голубом ковре» состоялась 2 апреля в штаб-квартире Гильдии режиссёров Америки в Лос-Анджелесе.

## Реакция

### Рейтинги
| №  | Название   | Дата показа    | Зрители 18–49 | Зрители (миллионы) | Зрители повтора 18–49 | Зрители повтора (миллионы) | Общий 18-49 | Все зрители (миллионы) |
| -- | ---------- | -------------- | ------------- | ------------------ | --------------------- | -------------------------- | ----------- | ---------------------- |
| 1  | Chapter 9  | 3 апреля 2018  | 0,30          | 0,669              | 0,4                   | 0,83                       | 0,7         | 1,50                   |
| 2  | Chapter 10 | 10 апреля 2018 | 0,21          | 0,439              | 0,3                   | 0,59                       | 0,5         | 1,03                   |
| 3  | Chapter 11 | 17 апреля 2018 | 0,16          | 0,380              | н/д                   | н/д                        | н/д         | н/д                    |
| 4  | Chapter 12 | 24 апреля 2018 | 0,20          | 0,434              | 0,2                   | н/д                        | 0,4         | н/д                    |
| 5  | Chapter 13 | 1 мая 2018     | 0,20          | 0,456              | н/д                   | н/д                        | н/д         | н/д                    |
| 6  | Chapter 14 | 8 мая 2018     | 0,14          | 0,353              | 0,3                   | 0,39                       | 0,4         | 0,75                   |
| 7  | Chapter 15 | 15 мая 2018    | 0,22          | 0,451              | н/д                   | н/д                        | н/д         | н/д                    |
| 8  | Chapter 16 | 22 мая 2018    | 0,18          | 0,409              | н/д                   | н/д                        | н/д         | н/д                    |
| 9  | Chapter 17 | 29 мая 2018    | 0,15          | 0,362              | н/д                   | н/д                        | н/д         | н/д                    |
| 10 | Chapter 18 | 5 июня 2018    | н/д           | н/д                | н/д                   | н/д                        | н/д         | н/д                    |
| 11 | Chapter 19 | 12 июня 2018   | н/д           | н/д                | н/д                   | н/д                        | н/д         | н/д                    |

### Отзывы критиков
На сайте-агрегаторе Rotten Tomatoes сезон получил 92 % «свежести» со средним рейтингом 7,86/10 на основе 22 рецензий. Критический консенсус сайта гласит: «„Легион“ возвращается с умным и странным вторым сезоном, который характеризуется более прямолинейным повествованием, что не повредило его уникальной чувствительности». Metacritic дал сезону 85 баллов из ста на основе 10 отзывов, показывающих «всеобщие признание».